# Ravensburger Interactive Media
Die Ravensburger Interactive Media GmbH war eine Tochtergesellschaft der Ravensburger AG für die Publikation von Computerspielen.
Gegründet wurde das Unternehmen laut Gesellschaftsvertrag am 21. Februar 1992.
Neben Computerspielen wurden auch die Geschäftsfelder Musik und Video bedient. Spiele für „eingefleischte“ PC-Spieler wurden unter dem Label Fishtank veröffentlicht. Die Ravensburger Interactive Media GmbH erzielte 2001 einen Umsatz von 27 Millionen DM.

## Auflösung
Die Ravensburger-Gruppe entschloss sich 2002 die Geschäftsaktivitäten der Ravensburger Interactive Media einzustellen, nachdem die Marktentwicklung für CD-ROM-Computerspiele als unbefriedigend eingeschätzt wurde. Die Ravensburger AG wollte sich von Verlustbringern wie CD-ROMs und Lerncomputern trennen.
Große Teile der Ravensburger Interactive Media wurden im Rahmen eines Asset Deals an den Publisher JoWood veräußert. So wurden unter anderem die damals in Entwicklung befindlichen Computerspiel-Produktionen Arx Fatalis, Wildlife Park und die Portierung von Aquanox für PlayStation 2 von JoWood übernommen. JoWood übernahm Fishtank Interactive samt allen Lizenzen. Zudem wechselte der Geschäftsführer von Ravensburger Interactive, Thomas Kirchenkamp, in den Vorstand von JoWood.
Für die Entwicklung des Spiels Call of Cthulhu: Dark Corners of the Earth war Ravensburger Interactive bereits einen Vertrag mit dem Entwickler Headfirst Productions eingegangen. Im Gegenzug für die exklusive Vermarktung durch Ravensburger Interactive wurden bereits Zahlungen an Headfirst geleistet. Die weitere Finanzierung und schließlich Vermarktung des Spiels wurde durch Bethesda Softworks übernommen. Ravensburger einigte sich in einem settlement agreement mit Headfirst die Rechte am Spiel für zukünftige Zahlungen von 800.000 Euro aufzugeben, wozu es allerdings aufgrund der Insolvenz von Headfirst Productions nicht kam.
Später wurde der Sitz der Ravensburger Interactive Media GmbH von Ravensburg nach München verlegt, der Name zu Ravensburger Digital GmbH geändert und die Firma schließlich 2017 mit der Ravensburger AG verschmolzen. Ab 2009 veröffentlichte die Ravensburger Digital GmbH App-Umsetzungen von Brettspielen und Puzzles für Smartphones und Tablets, bevor diese Sparte 2017 als Digital-Abteilung in die Ravensburger AG eingegliedert wurde.

## Veröffentlichte Spiele (Auswahl)
- Action:[16]
  - Die Original Moorhuhnjagd
  - Moorhuhn 2
  - Moorhuhn 3 – …Es gibt Huhn!
  - Moorhuhn – Winter-Edition
  - Uli Stein Kuss-Shooter (gewaltfreier Moorhuhn-Klon mit Grafiken des Cartoonisten Uli Stein[17])
- Mädchen-Spiele:[18]
  - Die Mega Pferde-Box
  - Feste feiern mit Baby Born
  - Hanni und Nanni retten die Pferde
  - Was ist los bei Hanni und Nanni?
- Denk- und Lernspiele:[19]
  - Das neue Rechtschreibspiel
  - Philipp’s Tierquiz
  - Quiz & Co. 1
  - Quiz & Co. 2
  - Quiz & Co. 3
  - Quiz & Co. 4
  - Quiz & Co. Pferde
  - Quiz & Co. Tiere
- Strategiespiele:[20]
  - Catan – Die erste Insel (Videospielumsetzung des Brettspiels Die Siedler von Catan)
  - Die Sternenfahrer von Catan (Videospielumsetzung des Brettspiels Die Sternenfahrer von Catan)
  - Scotland Yard (Videospielumsetzung des Brettspiels Scotland Yard)
- Adventures:[21]
  - Das Grab des Pharao
  - Der Fluch der Azteken
  - Der kleine Vampir
  - Der kleine Vampir 2 – Der verschwundene Sarg
  - Die Knickerbocker-Bande – Das Phantom in der U-Bahn
  - Die Knickerbocker-Bande – Verschwunden im Saurierland
  - Fünf Freunde – Das Geheimnis um den silbernen Turm
  - Fünf Freunde – Gefährliche Entdeckung
  - Fünf Freunde auf Entführerjagd
  - Fünf Freunde auf Schatzsuche
  - Verrat in der Verbotenen Stadt
  - Versailles 1685 – Verschwörung am Hof
  - Pink Panthers gefährliche Mission[22]
  - Pink Panther und die Zauberformel[22]
- Interaktive Bücher
  - Wenn ein Prinz zur Schule geht
  - Die Prinzessin und der Drache

### Unter dem Label Fishtank Interactive
- Aquanox
- S.W.I.N.E.
- Etherlords
- Car Tycoon